# Paso Campamento
Paso Campamento ist eine Ortschaft im Norden Uruguays. 

## Geographie
Sie liegt auf dem Gebiet des Departamento Artigas in dessen 6. Sektor. Einige Kilometer südsüdwestlich befindet sich Sequeira, nächstgelegene Ortschaft in westlicher Richtung ist Diego Lamas. Nördlich des Ortes fließt der Arroyo Cuaró Grande, in den östlich von Paso Campamento der Arroyo Sarandí mündet.

## Infrastruktur
Durch den Ort führt die Ruta 4.

## Einwohner
Paso Campamento hat 264 Einwohner, davon 141 Männer und 123 Frauen (Stand: 2011).
| Jahr | Einwohner |
| ---- | --------- |
| 1963 | 189       |
| 1975 | 231       |
| 1985 | 198       |
| 1996 | 130       |
| 2004 | 221       |
| 2011 | 264       |

Quelle: Instituto Nacional de Estadística de Uruguay